# Udea rubigalis
Udea rubigalis, celerov lišćar ili plastenički lišćar, član je porodice Crambidae. Nalazi se širom Amerike. Vrstu je prvi opisao Ahile Guene 1854. godine.
Larve su polifagne i hrane se širokim spektrom biljaka iz različitih porodica biljaka. Preferentne biljke domaćini su:
- Calendula officinalis (Asteraceae)
- Chrysanthemum × morifolium i Chrysanthemum frutescens (Asteraceae)
- Senecio cruentus (Asteraceae)
- Dianthus caryophyllus (Caryophyllaceae)
- Lathyrus odoratus (Fabaceae)
- Pelargonium hortorum (Geraniaceae)
- Antirrhinum vrste (Plantaginaceae)
- Rosa vrste (Rosaceae)
- Viola tricolor (Violaceae)

Takođe je zabeleženo da se larve manje štetno hrane:
- Justicia furcata (Acanthaceae)
- Ruellia amoena (Acanthaceae)
- Ageratum houstonianum (Asteraceae)
- Callistephus chinensis (Asteraceae)
- Cheiranthus sp. (Brassicaceae)
- Cnicus benedictus (Asteraceae)
- Dahlia rosea (Asteraceae)
- Matricaria parthenoides (Asteraceae)
- Senecio mikanioides (Asteraceae)
- Tagetes vrste (Asteraceae)
- Impatiens walleriana (Balsaminaceae)
- Begonia vrste (Begoniaceae)
- Heliotropium peruvianum (Boraginaceae)
- Lobelia erinus (Campanulaceae)
- Canna indica (Cannaceae)
- Tradescantia fluminensis (Commelinaceae)
- Ipomoea aculeata (Convolvulaceae)
- Azalea vrste (Ericaceae)
- Cytisus canariensis (Fabaceae)
- Swainsona galegifolia (Fabaceae)
- Kohleria inaequalis var. ocellata (Gesneriaceae)
- Deutzia gracilis (Hydrangeaceae)
- Coleus blumei (Lamiaceae)
- Nepeta hederacea (Lamiaceae)
- Salvia officinalis (Lamiaceae)
- Abutilon vrste (Malvaceae)
- Fuchsia speciosa (Onagraceae)
- Passiflora caerulea (Passifloraceae)
- Linaria cymbalaria (Plantaginaceae)
- Veronica vrste (Plantaginaceae)
- Plumbago capensis (Plumbaginaceae)
- Cyclamen persicum (Primulaceae)
- Primula vrste (Primulaceae)
- Anemone japonica (Ranunculaceae)
- Petunia hybrida (Solanaceae)
- Tropaeolum vrste (Tropaeolaceae)
- Lantana camara (Verbenaceae)